# Fryderyk August Jerzy Wettyn
Fryderyk August Jerzy Wettyn, właśc. Fryderyk August Jerzy Ferdynand Albert Karol Antoni Paweł Marceli Wettyn (niem. Friedrich August Georg Ferdinand Albert Karl Anton Paul Marcellus von Sachsen) (ur. 15 stycznia 1893 w Dreźnie, zm. 14 maja 1943 w Gross Glienicker See, niedaleko Berlina) – ostatni następca tronu Saksonii, kapłan Kościoła rzymskokatolickiego, jezuita.

## Pochodzenie
Fryderyk August Jerzy Wettyn urodził się jako pierwszy syn następcy tronu Saksonii Fryderyka Augusta – późniejszego króla Fryderyka Augusta III – oraz księżniczki toskańskiej i jednocześnie arcyksiężniczki austriackiej Luizy Habsburg-Lotaryńskiej, córki księcia Toskanii Ferdynanda IV i księżniczki parmeńskiej Alicji. Jego rodzeństwo stanowili książęta Fryderyk Krystian i Ernest Henryk oraz księżniczki Małgorzata, Maria Alicja i Anna Pia. Rodzice małego księcia, zwanego później Jerzym, rozwiedli się w 1903 roku po tym, jak Luiza uciekła, będąc w ciąży z ich ostatnim dzieckiem. Atmosfera w rodzinnym domu księcia Jerzego od dawna nie była dobra. Księżna Luiza przysparzała swojemu mężowi mnóstwa zmartwień wywołując rozliczne skandale. Księżna romansowała między innymi z nauczycielem języka swoich dzieci, André Gironem. Fryderyk August III był zmuszony podjąć kroki restrykcyjne wobec małżonki, na co ta odpowiedziała ucieczką.

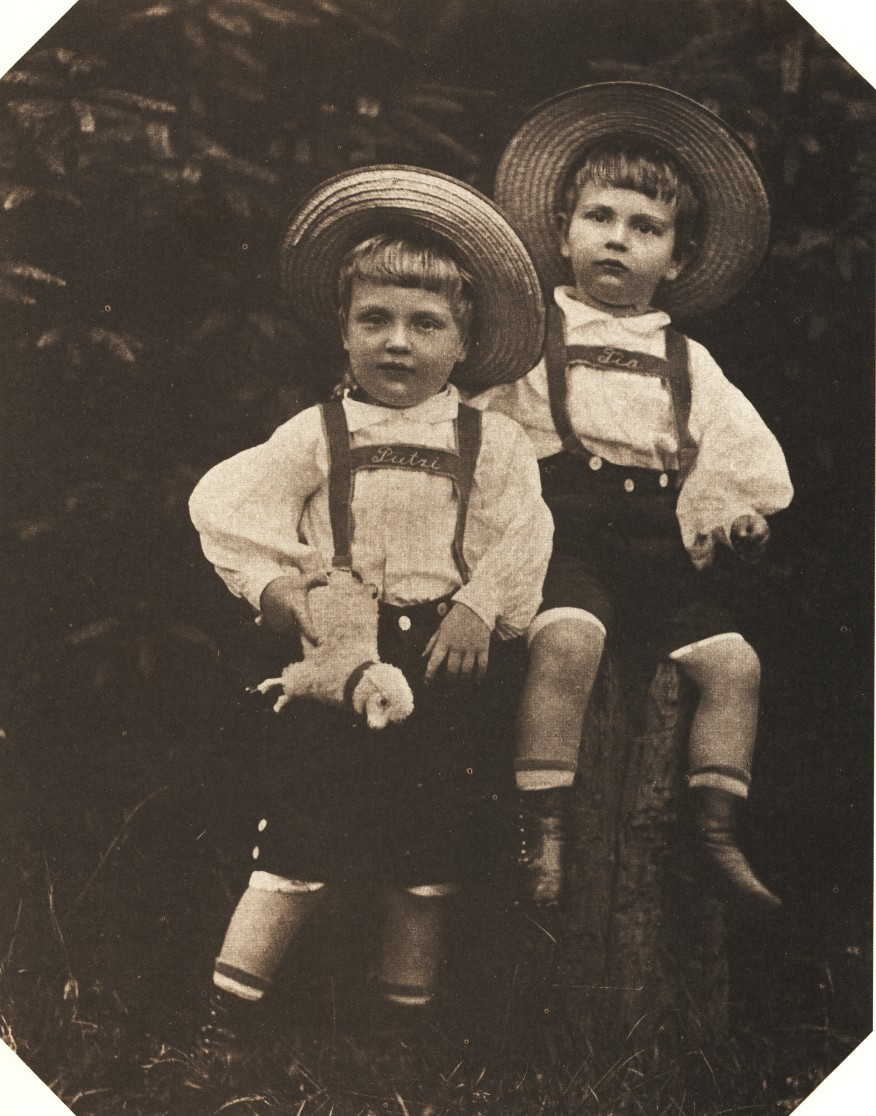
Książę Jerzy (z lewej) i jego brat Fryderyk Krystian na fotografii z 1900 roku

## Wychowanie i lata dziecięce
Ojciec Jerzego, który po odejściu matki w roku 1902 przejął wyłączną odpowiedzialność rodzicielską za dzieci, szczególną wagę w jego wychowaniu przykładał do przekazania wiary chrześcijańskiej i nacechowanego katolicyzmem prowadzenia się. Jerzy wraz ze swoim rodzeństwem nauczany był przez prywatnych nauczycieli w jednej ze „szkół książęcych” utworzonych przez jego ojca na dworze saksońskim. Większość nauczycieli protestanckich miała z pewnością znaczenie dla jego późniejszego ekumenicznego nastawienia.

## Żołnierz
Po zdaniu egzaminu dojrzałości książę koronny Jerzy wstąpił w roku 1912 do armii saksońskiej. W czasie pierwszej wojny światowej służył w 17. dywizji piechoty jako oficer sztabowy. Z czasów służby w armii zachował się taki oto obraz księcia: Podczas musztry 1. Pułku Grenadierów Przybocznych w Dreźnie książę koronny Jerzy Saksoński nie miał łatwo. Był średniego wzrostu, wśród olbrzymów, którzy kompanii przybocznej nadawali imponujący wygląd, sprawiał jednak wrażenie małego. Książę prowadził pierwszy pluton i stał tam obok najwyższego mężczyzny w armii saksońskiej. Kiedy ten „prawdziwy olbrzym skrzydłowy” odwracał się i spokojnie poruszał, „książę koronny ze swoimi krótkimi nóżkami musiał wykonywać całkiem absurdalnie wielkie kroki” i podczas przemarszu krokiem defiladowym regularnie zostawał z tyłu. Na to szef kompanii, Lionel Graf Vitzthum von Eckstädt, wołał ze swego wysokiego rumaka głosem, który można było usłyszeć w sąsiednich pułkach: Wasza Królewska Wysokość nie jest w linii! W uznaniu za zasługi i wierną postawę książę Jerzy 30 sierpnia 1916 otrzymał Order Wojskowy św. Henryka.

Ruciany Herb Wettinów (obecnie herb Saksonii)

## Od następcy tronu do księdza
Upadek monarchii w Niemczech wskutek przegranej pierwszej wojny światowej i związana z tym również abdykacja jego ojca jako króla saksońskiego, oznaczały zasadniczy przełom w planach życiowych Jerzego. Po ukończeniu przez niego już po egzaminie dojrzałości w roku 1912 trzymiesięcznego studium nauk społeczno-politycznych, Jerzy studiował ekonomię polityczną na Uniwersytecie Wrocławskim. Jeszcze w roku 1919 zdecydował się jednak zrezygnować z sukcesji tronu saksońskiego. Zamiast tego zdecydował się pójść za życzeniem, z którym nosił się od swojej młodości i zostać kapłanem katolickim. Decyzja ta była bardzo kontrowersyjna dla zwolenników monarchii i spotkała się ze znacznymi wątpliwościami również w kościele katolickim. Biskup Franciszek Löbmann (wikariusz apostolski Saksonii i prefekt apostolski Łużyc) i arcybiskup wrocławski kardynał Adolf Bertram początkowo byli jeszcze zdania, że książę Jerzy powinien nadal ponosić odpowiedzialność polityczną za Saksonię. Od semestru zimowego 1919/1920 studiował więc na Uniwersytecie Eberharda Karola w Tybindze, a następnie na Uniwersytecie Wrocławskim, najpierw tylko filozofię, a dopiero od semestru zimowego 1920/1921 do 1923 teologię na Uniwersytecie Alberta Ludwika we Fryburgu. W czasie swoich studiów ekonomii politycznej we Wrocławiu został członkiem katolickiego zrzeszenia studentów Winfridia (przejętego 25 lutego 1919); w Tybindze uzyskał on członkostwo katolickiego zrzeszenia studentów Guestfalia, we Fryburgu Bryzgowijskim katolickiego zrzeszenia studentów Hohenstaufen, a w Dreźnie katolickiego zrzeszenia studentów Saxo-Thuringia.
W dniu 15 lipca 1924 w Trzebnicy (Śląsk) został wyświęcony na kapłana przez biskupa miśnieńskiego dr Christiana Schreibera, a następnego dnia odprawił w pałacu królewskim w Sibyllenort (Szczodre) swoją pierwszą mszę; kaznodzieją prymicyjnym był jego stryj Maksymilian. Początkowo pracował jako kapłan pomocniczy w swojej rodzinnej diecezji miśnieńskiej. Po pobycie w celach naukowych w kolegium jezuickim (Canisianum) w Innsbrucku (Austria) wstąpił jesienią 1925 roku do górnoniemieckiej prowincji Towarzystwa Jezusowego (zakonu jezuitów), w roku 1927 zdecydował się jednak na wschodnioniemiecką prowincję jezuitów, do której należała jego saksońska ojczyzna, i w latach 1928–1930 przebywał w jezuickim kolegium studenckim w Valkenburgu. Od roku 1933 pracował w duszpasterstwie w Berlinie; tworząc tam placówkę zakonu „Canisius-Kolleg” z katolickim „gimnazjum nad jeziorem Lietzensee” i w roku 1936 złożył w wielkim mieście swoje ostatnie śluby. W swoich rozległych praktykach religijnych i licznych wykładach w całych Niemczech angażował się m.in. w sprawę ekumenizmu. Zwłaszcza w ramach ruchu „Una-Sancta” pielęgnował on duchową przyjaźń z osobami różnych wyznań.

## Przeciwnik narodowego socjalizmu
Obserwując wzmagające się nastroje antysemickie powiedział on w jednym ze swoich licznych wykładów w roku 1929 w Miśni: Miłość jest nakazem chwili w stosunkach katolików i protestantów, a ponadto również wobec naszych żydowskich współobywateli. Tak więc ojciec Jerzy od początku nastawiony był nieprzychylnie do narodowego socjalizmu. Nie mógł znieść, że NSDAP, a po roku 1933 państwowi możnowładcy zniesławili i próbowali zniszczyć wpojone jemu osobiście wartości – monarchiczne i dynastyczne tradycje w Saksonii oraz podstawy zachodniego chrześcijaństwa. O ile z jednej strony czuł się dotknięty w swej rodzinnej dumie, z drugiej strony dostrzegał znaczne utrudnienia w swojej działalności duszpasterskiej. Jako krytyk reżimu, w szczególności jednak jako członek saksońskiej rodziny królewskiej, która zrzekła się prawa do tronu, jako kapłan katolicki i jako członek zakonu jezuitów ojciec Jerzy był szczególnie podejrzany dla narodowosocjalistycznych możnowładców. Również w związku z tym, że pomagał Żydom w wyjeździe i ukrywał opozycjonistów, znajdował się pod szczególną obserwacją gestapo. Od czasu do czasu musiał ukrywać się przed jego inwigilacją; jego mieszkanie zakonne było wielokrotnie przeszukiwane. Kwestia, czy i jaki miał rzeczywiście wpływ na ruch oporu, wymaga jeszcze zbadania.
W dniu 14 maja 1943 ojciec Jerzy utopił się na skutek ustania pracy serca podczas kąpieli w jeziorze Gross Glienicker See, bezskutecznie wzywając pomocy. Jego zwłoki znaleziono dopiero trzy tygodnie później i w dniu 16 czerwca 1943 został on pochowany Nowej Krypcie Wettynów w drezdeńskim Kościele Dworskim, dzisiejszej katedrze Św. Trójcy. Miejsce spoczynku zmarłego zostało znieważone, gdy w roku 1945 żołnierze rosyjscy, prawdopodobnie w poszukiwaniu łupów wojennych, otworzyli sarkofag.

## Odznaczenia
- Order Korony Rucianej (Saksonia)[4]
- Order Wojskowy Świętego Henryka (1916, Saksonia)
- Order Orła Czarnego (Prusy)[4]
- Krzyż Żelazny I i II klasy (Prusy)
- Order Świętego Huberta (Bawaria)[4]
- Order Złotego Runa (1916, Austria)[5]